# Голамреза Агазаде
Голамреза Агазаде (перс. غلامرضا آقازاده) — іранський державний діяч, колишній віце-президент з атомної енергетики та президент Організації з атомної енергії Ірану, член Ради доцільності.

## Життєпис
Народився 15 березня 1949 в Хої (провінція Західний Азербайджан). У 1950 переїхав в Тегеран, де вступив в Тегеранський університет, отримавши після закінчення навчання ступінь бакалавра математики та комп'ютерних технологій.
Після Ісламської революції 1979 займає посади директора щоденної газети «Ісламська республіка», заступника міністра закордонних справ з адміністрування та фінансових питань, міністра без портфеля за виконавчими справами, міністра нафти.
Протягом 12 років працював на посаді міністра нафти Ірану, що займає третє місце в світі з експорту нафти.
У 1997 змінив Резу Амроллахі на посаді президента Організації з атомної енергії Ірану. В серпні 2005 його повноваження як глави атомного відомства підтверджені новим президентом Ірану Махмудом Ахмадінежадом.
16 липня 2009 напівофіційне Іранське Студентське Новинне Агентство повідомило, що за невказаних причин пішов у відставку — подія, яка викликала широкий бурхливий світової громадськості в настільки важкий для іранської ядерної програми час.
Одружений, має чотирьох дітей.